# آرتور وین رایت
آرتور وین رایت (انگلیسی: Arthur Wainwright؛ نوامبر ۱۸۹۴ – ۱۸ ژانویهٔ ۱۹۶۱) بازیکن فوتبال بود.
از باشگاه‌هایی که در آن بازی کرده‌است می‌توان به باشگاه فوتبال بارو اشاره کرد.